# 館際互借
館際互借（英語：Interlibrary Loan, ILL）指讀者在圖書館中借閱其他圖書館書籍、錄影帶、DVD、聲音記錄、微縮捲片，或是雜誌文章複印的服務，使用這項服務有時需付一些小額費用，有時則為免費。一間圖書館擁有可供借閱或複印的資料，資料會被傳送到提出要求讀者所在的圖書館，然後由讀者選擇是要借出或是直接在館內使用。這項服務通常是圖書館之間的協議與合作，資料的遞送也以館際為主，有時會與及門的文獻服務一起並用，而使用文獻傳遞或文獻供應等辭彙。
假如沒有館際互借服務的話，讀者必須直接到圖書館使用所需的資料，申請圖書館的圖書借閱證（如果資格符合的話），或是拿出可互相借閱的證件才能借出。比較起來，館際互借所佔的優勢是圖書館館員可以在圖書館中搜尋到較大的資料數量、將資料從幾英哩傳送到幾千英哩的地方、並允許讀者使用自己原本圖書館的圖書借閱證來借閱資料。此外，在相同的圖書館系統下借閱只要花一到兩天的時間，但在不同的系統下則需要花費一個星期，甚至更多的時間，資料才會送達。假如一個資料不常見或是不易取得，館際互借將會是一個簡單的方法，然而，這項服務並不能保證提供借閱的圖書館一定會將資料傳送給你，因為有些館藏是不提供流通的。
從1980年代中期開始，館際互借搜尋變的較為容易，許多圖書館允許讀者在圖書館搜尋他們的線上公用目錄，或是透過網際網路來搜尋，這種在同一段時間搜尋一個或所有圖書館館藏的行為是屬於圖書館館際合作。
圖書館使用了權威控制，使得聯合目錄裡的資料能夠為所有的會員圖書館所用，另外，也使得圖書館可以快速的發現其他圖書館的館藏資料，以及面對讀者對館藏互借的使用申請。在美國，OCLC（Online Computer Library Center）常被公共、學術圖書館所使用，而RLIN（Research Libraries Information Network）則主要被學術圖書館所使用，雖然某些圖書館同時是這兩間機構的會員。澳大利亞和紐西蘭則是分別使用如澳洲國家圖書館和Te Puna網路資訊檢索系統之類的國家書目網路系統。
不屬於任何聯盟的圖書館可以藉由參與館際互借，透過郵件、傳真、電子郵件，或電話等人工請求方式來取得館藏。
如果某館藏項目接到緊急外借要求的話，這些要求可以儘快優先處理。館藏項目可通過郵遞寄送，影印及掃描影像則可利用傳真或電子郵件傳遞，但這類服務可能要收取額外費用。
各個圖書館可通過互惠協議安排，免費推行館際互借。

## 館際互借使用者的有用資訊
- 國與國或圖書館間的館際互借政策會有異同，所以要經常向有關職員查詢該館現行的政策。

- 如果一項資料無法從你所在國家的圖書館取得，從其他國家的圖書館取得也是可能的（鄰近國家的速度應該較快），雖然這有一點困難。

- 當從其他國家借閱時，保險費和運費也是個議題，對於這個問題，負責館際互借的館員會告知你所需費用。

- 如果你經常使用館際互借，你可能不會在每週都能取得資料（你可能會在一週內取得很多資料，但下一週卻一項資料也沒有），這是因為傳送時間受到很多因素影響而產生變化。

- OCLC的First Search WorldCat資料庫是最好的館際互借檢索工具，你所在的圖書館可能有線上的"訂閱表"以取得資料（雖然有些鄉間的圖書館仍然是使用紙本訂閱表）。

- 許多在拉丁美洲出版的書籍被奧斯丁的德洲大學收藏，關於阿拉斯加和極地地區的書籍則來自於Alaska Fairbanks大學的Elmer Rasmusson圖書館。在夏威夷的Manoa大學有著大量關於太平洋島嶼的資料，但是若處在大陸裡，這些資料通常無法被取得。

- 提供你在線上公用目錄的檢索結果對於圖書館在提供你館際互借服務上是有效的，此外，圖書館較喜歡與有交互協議的機構合作，因為這樣的花費將較少。

- 善本書是不易取得的，但仍可以取得它的複本，館際互借部門將會嘗試取得常被讀者請求借閱的罕見資料，然而，罕見資料僅可在使用參考服務時取得。

## 期刊
在這個領域的核心期刊是:
- Journal of Interlibrary Loan, Document Delivery and Electronic Reserve
- Interlending and Document Supply
- Journal of Access Services

## 外部連結
- OCLC Resource Sharing （页面存档备份，存于）
- ALA Interlibrary Loan Code

- Libraries Australia Document Delivery.